# حرب يوتا
كانت حرب يوتا (1857-1858)، والمعروفة أيضًا باسم حملة يوتا، أو حرب المورمون، أو تمرد المورمون، مواجهةً مسلحة بين المستوطنين المورمون في إقليم يوتا والقوات المسلحة لحكومة الولايات المتحدة. استمرت المواجهة من مايو 1857 حتى يوليو 1858. كانت هناك بعض الإصابات، معظمها من غير المورمون. لم يكن للحرب معارك عسكرية بارزة.

## نظرة عامة
في الفترة 1857-1858، أرسل رئيس الولايات المتحدة الأمريكية جيمس بوكانان. القوات الأمريكية إلى إقليم يوتا فيما أصبح يعرف باسم بعثة يوتا. كان المورمون خائفين من إرسال الولايات المتحدة الكبيرة لقوة عسكرية للقضاء عليهم، ولأنهم واجهوا الاضطهاد في مناطق أخرى، اتخذوا الاستعدادات للدفاع. كان يجب تجنب سفك الدماء، وتأملت الولايات المتحدة في تحقيق هدفها دون خسارة أرواح، كلا الجانبين كانا مستعدين للحرب. صنع المورمون أو أصلحوا الأسلحة النارية، وحولوا المناجل إلى حراب، وقاموا بتشذيب السيوف الطويلة غير المستخدمة.

كانت إستراتيجية المورمون تعتمد على إعاقة العدو وإضعافه بدلاً من مواجهته مباشرة. كلف دانييل أتش. ويلز، الملازم العام لجيش ناوفو، الرائد جوزيف تايلور:
عند التأكد من مكان القوات أو طريقها، أزعجها على الفور بكل الطرق الممكنة. استخدم كل مجهود لتشتيت حيواناتها وإشعال النار في قطاراتها. أحرق البلد كله أمامهم وعلى جوانبهم. امنعهم من النوم، بالمفاجآت الليلية؛ اقطع الطريق عن طريق قطع الأشجار أو تدمير معابر النهر حيث يمكنك ذلك. ترقب فرصًا لإشعال النار على العشب في اتجاه الريح، حتى يتسنى لك، إن أمكن، أن تحاصر قطاراتهم. لا تترك عشبًا أمامهم يمكن حرقه. حافظ على رجالك مخفيين قدر الإمكان واحذر من المفاجأة.
أغلق المورمون مدخل الجيش الأمريكي في وادي سالت ليك، وأضعفوه عن طريق إعاقة وصول المستلزمات إليه.
اشتملت المواجهة بين ميليشيا المورمون، المسمى فيلق ناوفو، والجيش الأمريكي على تدمير للممتلكات وبعض المناوشات القصيرة في المكان الذي يُعرف اليوم بجنوب غرب وايومنغ، لكن لم تقع معارك بين القوات العسكرية المتصارعة.
في أوج التوتر، في 11 سبتمبر 1857، قُتل ما بين 95-120 مستوطن في كاليفورنيا من أركنساس وميسوري وغيرها من الولايات، بمن فيهم رجال ونساء وأطفال غير مسلحين، في ولاية يوتا الجنوبية الغربية النائية على يد مجموعة من ميليشيات المورمون المحلية. ادعوا أولاً أن المهاجرين قُتلوا على أيدي الهنود، لكن ثبت عكس ذلك.
سمي هذا الحدث لاحقًا بمذبحة مروج الجبل، وما زالت الدوافع وراء الحادث غير واضحة.
وقعت مذبحة أيكن في الشهر التالي. في أكتوبر 1857، اعتقل المورمون ستة من سكان كاليفورنيا يسافرون عبر يوتا واتهموهم بالتجسس لصالح الجيش الأمريكي. أطلقوا سراحهم، لكنهم قُتلوا فيما بعد وسُرقت مخازنهم و25,000 دولار.
أيضًا رُبطت حوادث عنف أخرى بحرب يوتا، بما في ذلك هجومٌ هندي على مهمة تبشيرية للمورمون في فورت ليمهي في إقليم أوريغون الشرقي. إذ قتلوا اثنين من المورمون وأصابوا عدة أشخاص آخرين. يشير المؤرخ بريجهام مادسن إلى أنه «تقع مسؤولية غارة فورت ليمي بشكل رئيسي على البانوك». بينما يستنتج ديفيد بيجلر أن الغارة كانت على الأرجح من أعضاء بعثة يوتا الذين كانوا يحاولون تجديد الماشية التي سرقها غزاة المورمون.
مع أخذ جميع الحوادث بنظر الاعتبار، يقدر ماكينون أن ما يقرب من 150 شخصًا ماتوا كنتيجة مباشرة لحرب يوتا التي استمرت عامًا، بما في ذلك 120 مهاجرًا قتلوا في مروج الجبل. ويشير إلى أن هذا كان قريبًا من عدد الأشخاص الذين قُتلوا خلال الكفاح المعاصر لتلك الفترة الذي دام سبع سنوات فيما يعرف بـ «نزيف كانساس».
في النهاية، أسفرت المفاوضات بين الولايات المتحدة وقديسي الأيام الأخيرة عن عفو كامل عن المورمون (باستثناء المتورطين في جرائم قتل المروج الجبلية)، ونقل حكم ولاية يوتا من رئيس الكنيسة بريجهام يونغ إلى غير المورموني ألفريد كامينغ، أيضًا أسفرت عن الدخول السلمي للجيش الأمريكي إلى ولاية يوتا.

## خلفية

### الخروج إلى إقليم يوتا
بدأ أعضاء كنيسة يسوع المسيح لقديسي الأيام الأخيرة (LDS Church)، وغالبًا ما يطلق عليهم رواد ديانة المورمون، الاستقرار فيما يعرف الآن باسم يوتا في صيف عام 1847. غادر رواد المورمون الولايات المتحدة إلى يوتا بعد سلسلة من النزاعات الحادة مع المجتمعات المجاورة في ولاية ميسوري وإلينوي، في عام 1844، في وفاة جوزيف سميث، الابن، مؤسس حركة القديسة الأخيرة.
يعتقد بريغهام يونغ وغيره من قادة كنيسة قديسي الأيام الأخيرة أن عزل يوتا سيضمن حقوق المورمون، ويضمن الممارسة الحرة لدينهم. على الرغم من أن الولايات المتحدة قد سيطرت على الأجزاء المستقرة من ألتا كاليفورنيا ونويفو مكسيكو في عام 1846 في المراحل الأولى من الحرب المكسيكية الأمريكية، إلا أن النقل القانوني للتنازل المكسيكي إلى الولايات المتحدة جاء فقط مع معاهدة غوادالوبي هيدالجو التي أنهت الحرب في عام 1848. أدرك قادة الكنيسة قديسي الأيام الأخيرة أنهم لم «يغادروا المدار السياسي للولايات المتحدة»، ولم يريدوا ذلك. عندما تم اكتشاف الذهب في كاليفورنيا في عام 1848 في سوترز ميل، الذي أشعل حمى الذهب في كاليفورنيا الشهيرة، تحرك الآلاف من المهاجرين غربًا على مسارات مرت مباشرة عبر الأراضي التي استوطنها رواد المورمون.
على الرغم من أن المهاجرين أتوا بفرص التجارة، فقد أنهوا عزلة المورمون القصيرة الأجل. في عام 1849، اقترح المورمون دمج جزء كبير من الأراضي التي يقطنونها إلى الولايات المتحدة كولاية الصحراء. كان اهتمامهم الأساسي هو أن يحكمهم رجال من اختيارهم الخاص بدلاً من «المُعينين الغير متعاطفين»، واعتقدوا أن الحكام سيُرسلون من واشنطن العاصمة إذا مُنحت منطقتهم وضعًا إقليميًا، كما كانت العادة.
اعتقدوا أنه يمكنهم الحفاظ على حريتهم الدينية فقط من خلال دولة تديرها قيادة الكنيسة. أنشأ الكونغرس الأمريكي إقليم يوتا كجزء من تسوية عام 1850. اختار الرئيس ميلارد فيلمور بريغام يونغ، رئيس كنيسة قديسي الأيام الأخيرة، كأول حاكم للإقليم. كان المورمون سعداء بهذا التعيين، ولكن العلاقة الودية بين المورمون والحكومة الفيدرالية تدهورت تدريجيًا.

### تعدد الزوجات والسيادة الشعبية والعبودية
في هذا الوقت، دعمت قيادة كنيسة قديسي الأيام الأخيرة تعدد الزوجات. تشير التقديرات إلى أن 20-25% من قديسي الأيام الأخيرة كانوا أعضاءً في الأسر متعددة الزوجات. كانت هذه الممارسة التي تنطوي على ما يقرب من ثلث النساء المورمونيات اللاتي بلغن سن الزواج. عدَّت كنيسة قديسي الأيام الأخيرة في ولاية يوتا الإقليمية الزواج التعددي عقيدة دينية حتى عام 1890، عندما أزاله ويلفورد وودروف من العقيدة الأساسية للكنيسة.
ومع ذلك، فإن بقية المجتمع الأمريكي رفض تعدد الزوجات، واتهم بعض المعلقين الأمريكيين المورمون باللاأخلاقية. خلال الانتخابات الرئاسية عام 1856، كان أحد العناصر الرئيسية في برنامج الحزب الجمهوري الذي تم تشكيله حديثًا هو التعهد «بحظر تلك الآثار البربرية المترابطة: تعدد الزوجات والعبودية».  ربط الجمهوريون المبدأ الديمقراطي للسيادة الشعبية بقبول الحزب لتعدد الزوجات في يوتا، وحولوا هذا الاتهام إلى سلاح سياسي هائل.
كانت السيادة الشعبية هي الأساس النظري لتسوية عام 1850 وقانون كانساس - نبراسكا لعام 1854. وكان الهدف من هذا المفهوم هو إزالة قضية العبودية المثيرة للانقسام في الأقاليم من النقاش الوطني، والسماح باتخاذ القرارات المحلية، ومنع النزاع المسلح بين الشمال والجنوب. لكن خلال الحملة الانتخابية، شجب الحزب الجمهوري النظرية باعتبارها تحمي تعدد الزوجات. بدأ كبار الديمقراطيين مثل ستيفن دوغلاس، الحليف السابق لقديسي الأيام الأخيرة، في إدانة المورمونية من أجل إنقاذ مفهوم السيادة الشعبية في القضايا المتعلقة بالعبودية. اعتقد الديمقراطيون أن المواقف الأمريكية تجاه تعدد الزوجات تنطوي على إمكانية عرقلة التسوية المتعلقة بالعبودية. بالنسبة للديمقراطيين، كان للهجمات على المورمونية هدف مزدوج هو فصل تعدد الزوجات عن السيادة الشعبية، وصرف الأمة عن المعارك المستمرة على العبودية.